# Wągrowiec
Wągrowiec (německy Wongrowitz, 1941–1945 Eichenbrück) je město v Polsku ve Velkopolském vojvodství, sídelní město okresu Wągrowiec. Je centrem vesnické gminy Wągrowiec, samotné město ale není její součástí, tvoří totiž samostatnou městskou gminu. V roce 2023 zde žilo 25 457 obyvatel.